# نیروگاه برق آبی اوست-ایلیمسک
نیروگاه برق آبی اوست-ایلیمسک (به لاتین: Ust-Ilimsk Hydroelectric Power Station) یک نیروگاه برقابی و سد در روسیه است که در استان ایرکوتسک واقع شده‌است.